# 昂索斯
昂索斯（法語：Ansost）是法国上比利牛斯省的一个市镇，属于塔布区（Tarbes）拉巴斯唐德比戈尔县（Rabastens-de-Bigorre）。该市镇总面积2.2平方公里，2009年时的人口为55人。

## 人口
昂索斯人口变化图示